# Färöischer Fußballpokal der Frauen 2018
Der Färöische Fußballpokal der Frauen 2018 fand zwischen dem 22. April und 25. September 2018 statt und wurde zum 29. Mal ausgespielt. Im Endspiel, welches im Tórsvøllur-Stadion in Tórshavn auf Kunstrasen ausgetragen wurde, siegte Titelverteidiger EB/Streymur/Skála mit 2:1 gegen HB Tórshavn und konnte den Pokal somit zum zweiten Mal gewinnen.
EB/Streymur/Skála und HB Tórshavn belegten in der Meisterschaft die Plätze eins und zwei, dadurch erreichte EB/Streymur/Skála das Double. Für EB/Streymur/Skála war es der zweite Sieg bei der dritten Finalteilnahme, für HB Tórshavn die achte Niederlage bei der 13. Finalteilnahme.

## Teilnehmer
Teilnahmeberechtigt waren folgende sechs A-Mannschaften der ersten Liga:
| Betrideildin                                                                  |
| B36 Tórshavn B68 Toftir EB/Streymur/Skála HB Tórshavn ÍF/Víkingur KÍ Klaksvík |

## Modus
Zwei ausgeloste Mannschaften waren für das Halbfinale gesetzt. Die verbliebenen Teams spielten in einer Runde die restlichen beiden Teilnehmer aus. Alle Runden wurden im K.-o.-System ausgetragen.

## Qualifikationsrunde
Die Partien der Qualifikationsrunde fanden am 22. April statt.
|             | Ergebnis                         |                   |
| ----------- | -------------------------------- | ----------------- |
| ÍF/Víkingur | 1:1 n. V. (1:1, 0:1) (2:1 i. E.) | B36 Tórshavn      |
| B68 Toftir  | 1:4 (1:1)                        | EB/Streymur/Skála |

## Halbfinale
Die Hinspiele im Halbfinale fanden am 6. Mai statt, die Rückspiele am 2. Juni.
|                   | Gesamt |             | Hinspiel  | Rückspiel |
| ----------------- | ------ | ----------- | --------- | --------- |
| EB/Streymur/Skála | 4:1    | ÍF/Víkingur | 2:1 (2:1) | 2:0 (2:0) |
| KÍ Klaksvík       | 6:9    | HB Tórshavn | 4:5 (1:4) | 2:4 (1:3) |

## Finale
Das Finale sollte ursprünglich am 15. September stattfinden und wurde auf den 25. August vorgezogen.
| Paarung           | EB/Streymur/Skála – HB Tórshavn |
| Ergebnis          | 2:1 (1:1) |
| Datum             | 25. August 2018 |
| Stadion           | Tórsvøllur, Tórshavn |
| Zuschauer         | 550 |
| Schiedsrichter    | Áron Sofus Vest (Klaksvík) |
| Tore              | 1:0 Durita Hummeland (7.) 1:1 Milja Simonsen (34., Elfmeter) 2:1 Margunn Lindholm (71.) |
| EB/Streymur/Skála | Anna Hansen – Rakul Magnussen, Lea Lisberg, Eyðbjørg Ellingsgaard (57. Íðunn Magnussen) – Kára Djurhuus, Birna Mikkelsen, Ansy Jakobsen , Margunn Lindholm, Durita Hummeland – Silja Johannesen, Randi Fagradal (92. Sunnvá Johansen) Cheftrainer: Mathias Davidsen                                                 |
| HB Tórshavn       | Simona Heinesen – Nadja Johannesen, Janita Ole-Jacobsen (71. Julia Helena Henriksen), Sarita Maria Mittfoss – Ása á Reynatúgvu , Sara Lamhauge, Julia Naomi Mortensen (83. Liljan av Fløtum), Heidi Sevdal, Rebekka Benbakoura – Milja Simonsen, Elin Maria Isaksen (67. Jónvá Hentze) Cheftrainerin: Allan Dybczak |
| Platzverweise     | Silja Johannesen (34.) – keine |

## Torschützenliste
Bei gleicher Anzahl von Treffern sind die Spielerinnen nach dem Nachnamen alphabetisch geordnet.
| Platz | Spieler          | Verein            | Tore |
| ----- | ---------------- | ----------------- | ---- |
| 1     | Milja Simonsen   | HB Tórshavn       | 07   |
| 2     | Margunn Lindholm | EB/Streymur/Skála | 04   |
| 3     | Evy á Lakjuni    | KÍ Klaksvík       | 03   |
| 3     | Birna Mikkelsen  | EB/Streymur/Skála | 03   |
| 3     | Heidi Sevdal     | HB Tórshavn       | 03   |
| 6     | Eyðvør Klakstein | KÍ Klaksvík       | 02   |